# Order Lead Time
El Tiempo de Espera de una Orden u Order Lead Time (OLT, por sus siglas en inglés) es un parámetro característico de una red de logística. Es el tiempo que ocurre desde que una orden es puesta en el sistema (Fecha de Ingreso de la Orden) hasta el día que el cliente desea el material en su sitio (Fecha Deseada) Esta métrica es útil para que las empresas entiendan el comportamiento que sus clientes tienen para poner órdenes en su sistema, ayudándolos a diseñar modelos más rentables que cumplan con las necesidades reales de sus clientes. 

## Cálculo de la métrica OLT
Como parte de todo proceso industrial la métrica de OLT se encuentra influenciada por factores internos y externos. Estos factores necesitan ser considerados en el análisis para una toma de decisión más efectiva.
El cálculo de OLT viene determinado como la diferencia que existe entre el día que el cliente quiere el material en su sitio y el día que la orden fue ingresada al sistema. Siguiendo esta lógica se obtiene la siguiente fórmula: 
```
OLT = Fecha deseada – Fecha de ingreso de la orden
```

## OLT Promedio basado en Volumen
El OLT Promedio Basado en Volumen o Average OLT based on Volume (OLTV, por sus siglas en inglés) es la suma de las multiplicaciones entre la cantidad de producto entregado y el tiempo de espera de las órdenes (OLT) dividido entre el número de órdenes ingresadas al sistema en el periodo de tiempo que el análisis se lleva a cabo en una locación en específico. Dicho de otra forma:
```
 

  

    

      

        
O

        
L

        

          
T

          

            

              
V

            

          

        

        
=

        

          

            

              

                
∑

                

                  
j

                

              

              

                
C

                
a

                
n

                
t

                
i

                
d

                
a

                

                  
d

                  

                    
j

                  

                

                
⋅

                
O

                
L

                

                  
T

                  

                    
j

                  

                

              

            

            

              

              

                
C

                
a

                
n

                
t

                
i

                
d

                
a

                
d

                
E

                
n

                
t

                
r

                
e

                
g

                
a

                
d

                
a

              

            

          

        

        

      

    

    
{\displaystyle OLT_{\mathrm {V} }={\frac {\sum _{j}{Cantidad_{j}\cdot OLT_{j}}}{_{CantidadEntregada}}}\,}

  

```

El obtener este número permite a la empresa encontrar la relación ponderada por volumen entre la cantidad de material requerido por cada orden y el tiempo que tomó su entrega. El resultado obtenido de esta operación representa el promedio de días que toma desde que se ingresa una orden al sistema y el día deseado para su entrega tomando en cuenta los datos históricos y los volúmenes de cada orden.

## Áreas de aplicación de la métrica
El correcto análisis del tiempo de espera de una orden brinda a una empresa la facultad de:
- Conocer si una orden cumple con las cláusulas del contrato establecido en cuanto a tiempo de entrega se refiere.
- Proporciona a la compañía las tendencias del mercado permitiéndole planear su producción de una manera más eficiente e implementar diferentes esquemas de negocio que sean más acordes a las necesidades del cliente.
- Incrementa la capacidad de la empresa para detectar y corregir cualquier situación que se encuentre fuera de los términos acordados en el contrato.
- Permite crear oportunidades para mejorar las relaciones con el cliente ya que incrementa la comunicación entre ellos.